# Morretes
Morretes é um município brasileiro do estado do Paraná. Sua população, conforme o Censo de 2022, era de 18 309 habitantes.
Cidade histórica e turística, fundada pelos jesuítas em 1733. Morretes é uma charmosa cidade entre a Serra do Mar e o Litoral do Paraná, repleta de casarões preservados e restaurantes que servem o tradicional barreado, prato típico paranaense e a cachaça artesanal da região. O município é um forte destino do turismo gastronômico e ecológico, contando com muitos bosques, trilhas, cachoeiras, passeios de trem e várias opções de atividades ao redor da natureza dentro da maior extensão de Mata Atlântica preservada do país.
Os habitantes naturais do município de Morretes são denominados morretenses. Está localizado a uma distância de 70 km da capital do estado, Curitiba.

## Etimologia
De origem geográfica, em referência aos pequenos morros (morretes), que circundam a sede municipal. Esta denominação remonta ao tempo de sua primitiva colonização.

## História

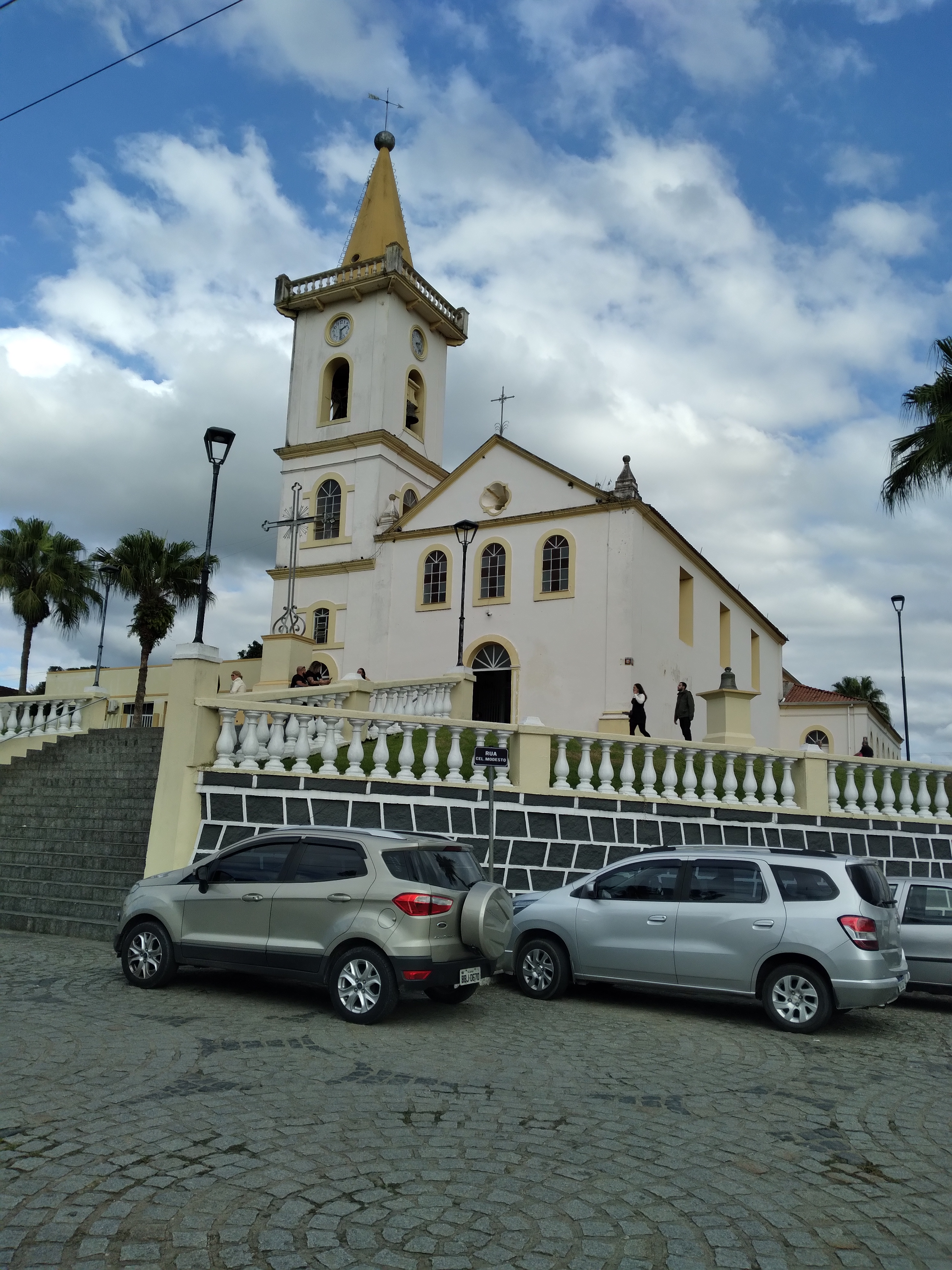
Igreja Nossa Senhora do Porto, ponto no qual a cidade originou e se expandiu.

Até o século XVI, a região atual do município era território dos índios carijós, etnia indígena que ocupava a faixa litorânea brasileira desde Cananeia até a Lagoa dos Patos. A partir de 1646, com a descoberta de jazidas de ouro, a região passou a receber mineradores e aventureiros provenientes da cidade de São Paulo. Em 1721, foi fundado, oficialmente, o povoado de Morretes.
O ouvidor Rafael Pires Pardinho determinou que a Câmara Municipal de Paranaguá autorizasse a medição e demarcação de trezentas braças em quadra, para a instalação do povoado de Morretes. A partir de meados do século XVIII, os parnanguaras capitão Antonio Rodrigues de Carvalho e sua mulher Maria Gomes Setúbal se estabelecem em Morretes, onde logo construíram uma capela, dedicando-a Nossa Senhora do Porto e Menino Deus dos Três Morretes. Em 21 de julho de 1769, o padre Francisco de Meira Calassa abençoou a capela morretense. A partir desta época, o lugar teve grande crescimento, com o setor comercial tornando-se ponto de referência obrigatória aos viajantes de serra acima e rio abaixo.

O progresso do povoado provocou certa rivalidade com Paranaguá, que chegou ao cúmulo de proibir "… os comércios de fazendas secas de lojas em Morretes", por ordem do ouvidor da Capitania no ano de 1780. No ano seguinte, a proibição foi revogada por ordem de Dom Martin Lopes Saldanha, governador-general da capitania. (Romário Martins - História do Paraná)

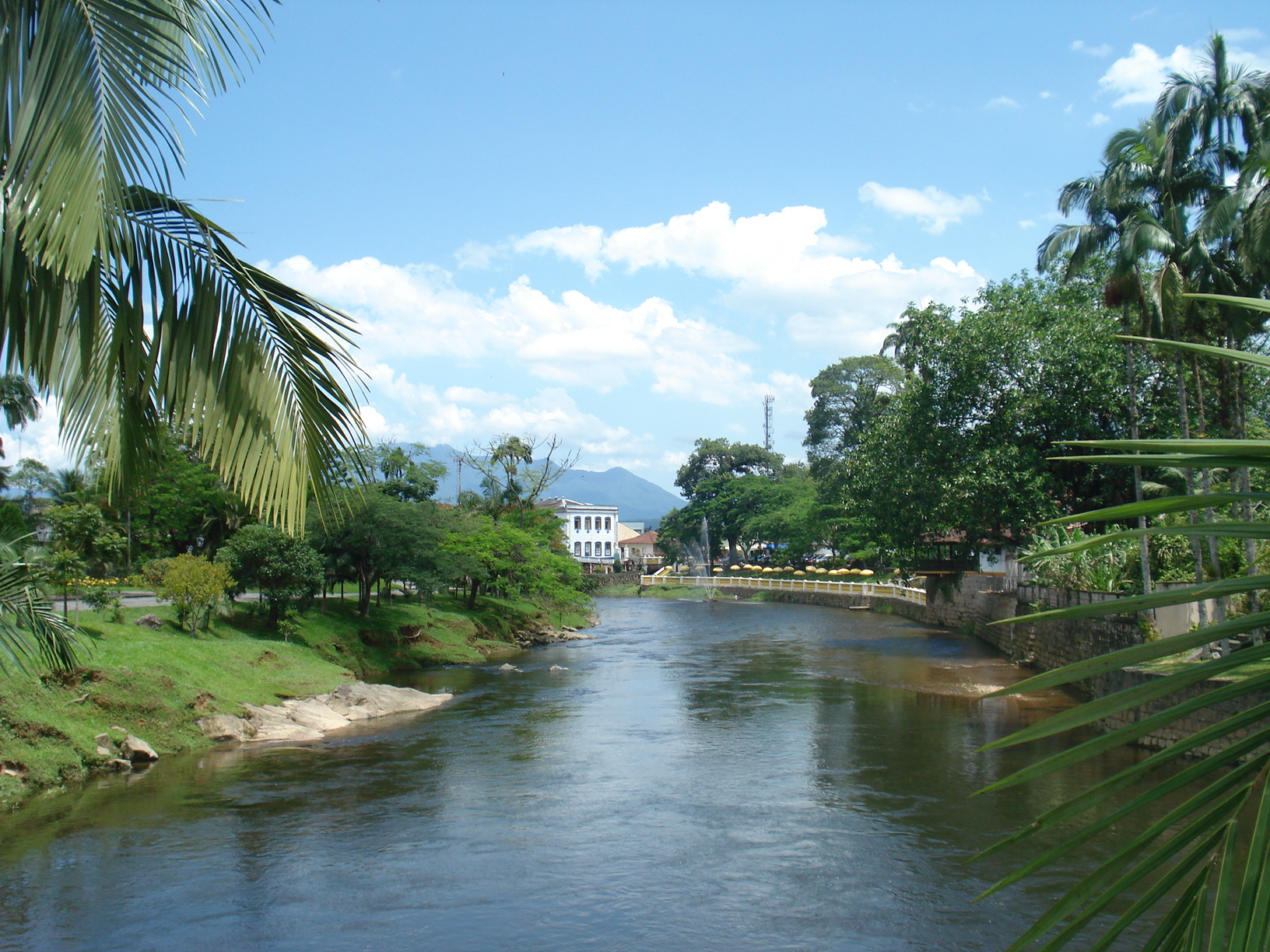
Rio Nhundiaquara

Quando era capelão de Morretes, o padre Francisco Xavier dos Passos conseguiu, com a ajuda da comunidade, reformar a antiga capela. Nesse tempo, a vida social e cultural do lugar girava em torno das atividades da igreja. Foram beneméritos da Capela de Nossa Senhora do Porto e Menino Deus dos Três Morretes, de 1797 a 1809, o tenente João Ferreira de Oliveira e, de 1810 até 1814, o sargento-mor Antonio Ricardo dos Santos.
Em 1º de março de 1841, através da Lei Provincial Número Dezesseis, Morretes foi elevada à categoria de município, com território desmembrado de Antonina. A instalação oficial se deu no dia 5 de julho de 1841.
Pela Lei Provincial Número 188, de 24 de maio de 1869, Morretes foi elevado à categoria de cidade, com sua denominação alterada para Nhundiaquara. Pela Lei Provincial Número 277, de 7 de abril de 1870, voltou a denominar-se Morretes.

No período de 1811 a 1832, o comércio sobrepujou todas as demais atividades em Morretes. E nem só o comércio, mas também a indústria, em particular a indústria de beneficiamento de erva-mate, de que foram pioneiras pessoas abastadas de Paranaguá, que instalaram em diversos pontos do município engenhos de beneficiamento do mate, quase todos movidos a força hidráulica. Em 1823, foi construído um grande teatro de madeira e, nele, foram levados à cena, por jovens morretenses, peças teatrais de grande importância, inclusive uma comédia do famoso escritor da Grécia Antiga Esopo. Em 11 de outubro de 1843, foi criado um Batalhão da Guarda Nacional e na Guerra do Paraguai, em 1865, a cidade enviou uma companhia de setenta soldados.

Morretes, 1971. Arquivo Nacional.

Em 1878, chegou em massa a imigração italiana na região, fundando no município a Colônia Nova Itália com os seus diversos núcleos. A colônia agrícola Nova Itália, que era dividida em doze núcleos coloniais, foi fundada em 22 de abril de 1878, em terreno doado pelo coronel Antônio Ricardo dos Santos. Nela, foram estabelecidas 543 famílias, num total de 2 296 pessoas. Mais tarde, muitos colonos deixaram o lugar e se transferiram para outras colônias, motivados principalmente pela inadaptação ao clima de Morretes. O distrito de Porto de Cima é um dos mais importantes pontos de referência histórica, não só para o povo morretense, mas para todo o Paraná.
Com a chegada dos trilhos de aço da Estrada de Ferro Paraná ao litoral, cujo tráfego iniciou-se em 1885, Morretes decaiu vertiginosamente: seu comércio foi altamente prejudicado, parando os engenhos de erva-mate e afetando toda a estrutura sócio-econômico-cultural do município. A partir de então, operou-se uma reação, reconquistando o município, aos poucos, sua importância no contexto do estado do Paraná.

## Geografia

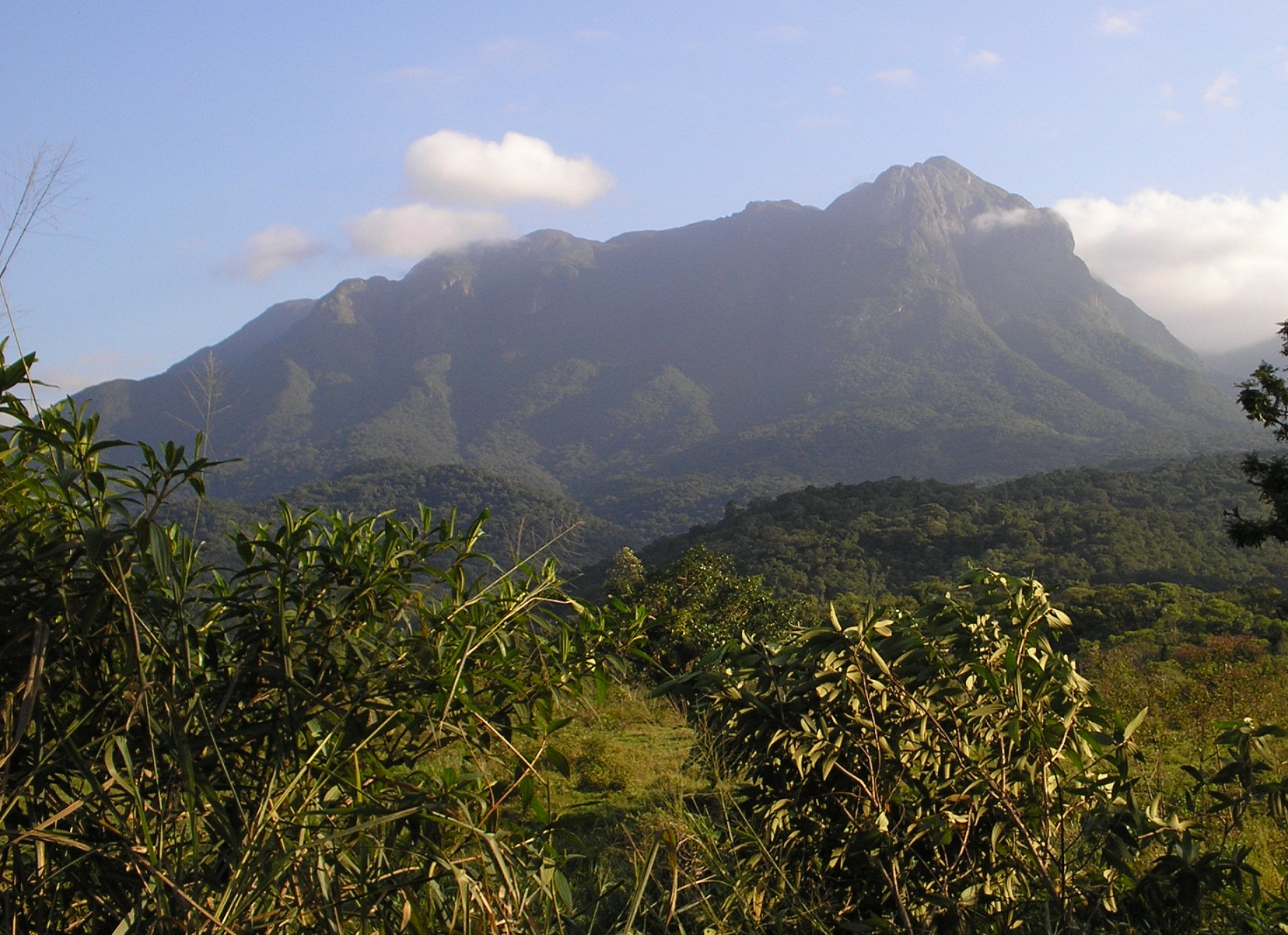
Pico do Marumbi, visto de Porto de Cima, ao lado do Rio Nhundiaquara

A cidade de Morretes está situada na zona fisiográfica do litoral paranaense, estendendo-se da encosta da Serra do Mar para o leste e limitando-se ao oeste com os municípios de São José dos Pinhais, Piraquara e Quatro Barras; ao norte com o município de Campina Grande do Sul; ao nordeste com o município de Antonina e a Baía de Paranaguá; ao leste com Paranaguá e ao sul e sudeste com o município de Guaratuba.
A fronteira ocidental de Morretes fica a cerca de 35 km do mar. Todas as divisas estaduais são formadas por acidentes geográficos, ao norte e oeste pelos espigões das Serras dos Órgãos, da Graciosa, do Marumbi e da Farinha Seca, no sudeste pelas serras da Igreja, das Canavieiras e da Prata. No sudeste, é o Rio Arraial, numa altitude de cerca de oitocentos metros, que forma o limite do município. Com Antonina e Paranaguá, são as lagoas. Possui também uma das maiores elevações do Paraná, o Pico do Marumbi, que tem 1539 metros de altitude.
Morretes tem um clima subtropical úmido (Cfa), com pluviosidade significativa ao longo do ano. Segundo dados da estação meteorológica automática do Instituto Nacional de Meteorologia (INMET) no município, em operação desde março de 2008, a menor temperatura registrada em Morretes foi de 1 °C em 24 de julho de 2013 e a maior atingiu 42,9 °C em 2 de outubro de 2020, ultrapassando o recorde anterior de 41,7 °C em 19 de novembro de 2009. O maior acumulado de precipitação medido em 24 horas chegou a 268,4 milímetros (mm) em 12 de março de 2011. Outros grandes acumulados iguais ou superiores a 100 mm foram 155,4 mm em 21 de junho de 2013, 125 mm em 17 de janeiro de 2017, 120,8 mm em 5 de junho de 2012 e 110,8 mm em 2 de janeiro de 2014. A maior rajada de vento observada alcançou 35,2 m/s (126,7 km/h) em 30 de junho de 2020, causada pela atuação de um ciclone bomba. O menor índice de umidade relativa do ar (URA) foi de 15%, na tarde de 20 de dezembro de 2011.

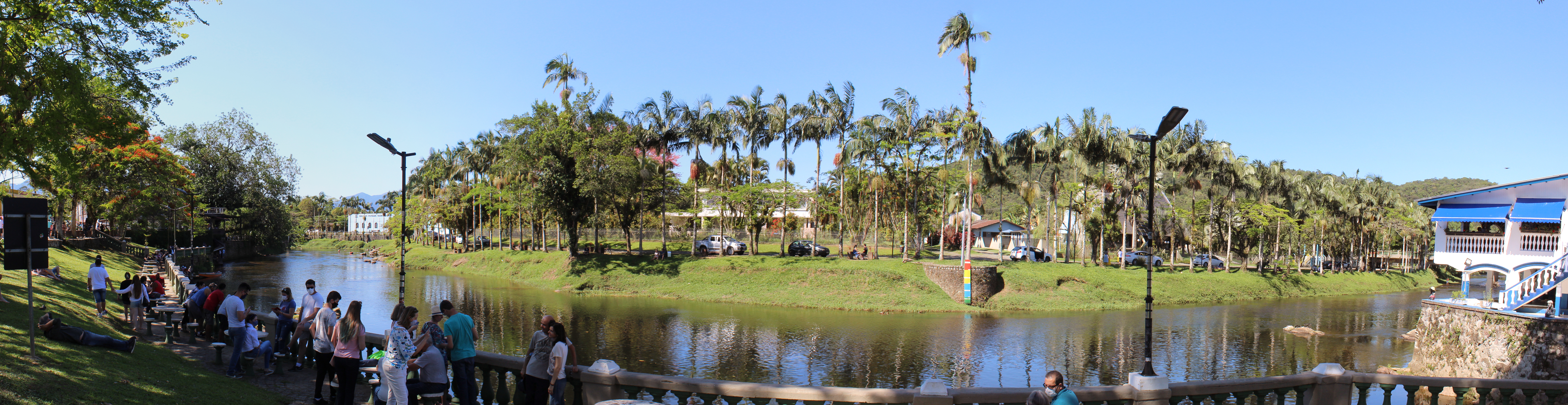
Panorama de Morretes mostrando o rio Nhundiaquara

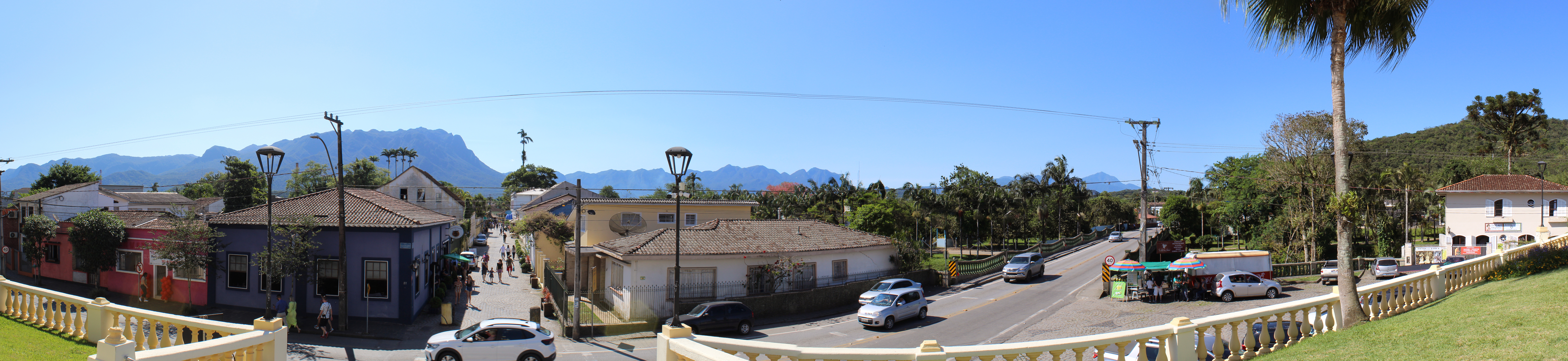
Panorama de Morretes mostrando a Serra do Mar

| Dados climatológicos para Morretes | Dados climatológicos para Morretes | Dados climatológicos para Morretes | Dados climatológicos para Morretes | Dados climatológicos para Morretes | Dados climatológicos para Morretes | Dados climatológicos para Morretes | Dados climatológicos para Morretes | Dados climatológicos para Morretes | Dados climatológicos para Morretes | Dados climatológicos para Morretes | Dados climatológicos para Morretes | Dados climatológicos para Morretes | Dados climatológicos para Morretes |
| Mês                                | Jan                                | Fev                                | Mar                                | Abr                                | Mai                                | Jun                                | Jul                                | Ago                                | Set                                | Out                                | Nov                                | Dez                                | Ano                                |
| ---------------------------------- | ---------------------------------- | ---------------------------------- | ---------------------------------- | ---------------------------------- | ---------------------------------- | ---------------------------------- | ---------------------------------- | ---------------------------------- | ---------------------------------- | ---------------------------------- | ---------------------------------- | ---------------------------------- | ---------------------------------- |
| Temperatura máxima recorde (°C)    | 39,5                               | 39,6                               | 39,1                               | 36,6                               | 35,9                               | 33,7                               | 33                                 | 35,2                               | 37,8                               | 42,9                               | 41,7                               | 40,6                               | 42,9                               |
| Temperatura máxima média (°C)      | 30,1                               | 29,9                               | 28,5                               | 25,7                               | 22,5                               | 20,9                               | 21,2                               | 22                                 | 23,6                               | 25,5                               | 27,6                               | 28,8                               | 25,5                               |
| Temperatura média (°C)             | 25,9                               | 25,8                               | 24,3                               | 21,3                               | 18,1                               | 16,7                               | 16,7                               | 17,8                               | 19,6                               | 21,8                               | 23,6                               | 24,6                               | 21,4                               |
| Temperatura mínima média (°C)      | 21,7                               | 21,7                               | 20,1                               | 17                                 | 13,7                               | 12,5                               | 12,3                               | 13,7                               | 15,6                               | 18,1                               | 19,6                               | 20,4                               | 17,2                               |
| Temperatura mínima recorde (°C)    | 15,5                               | 15,5                               | 11,4                               | 9,4                                | 7,5                                | 3,3                                | 1                                  | 5,2                                | 8,7                                | 10,1                               | 12,9                               | 13,8                               | 1                                  |
| Precipitação (mm)                  | 280                                | 282                                | 256                                | 158                                | 105                                | 99                                 | 85                                 | 72                                 | 124                                | 166                                | 143                                | 214                                | 1 984                              |
| Fonte:                             |                                    |                                    |                                    |                                    |                                    |                                    |                                    |                                    |                                    |                                    |                                    |                                    |                                    |

## Transporte

### Ferrovias

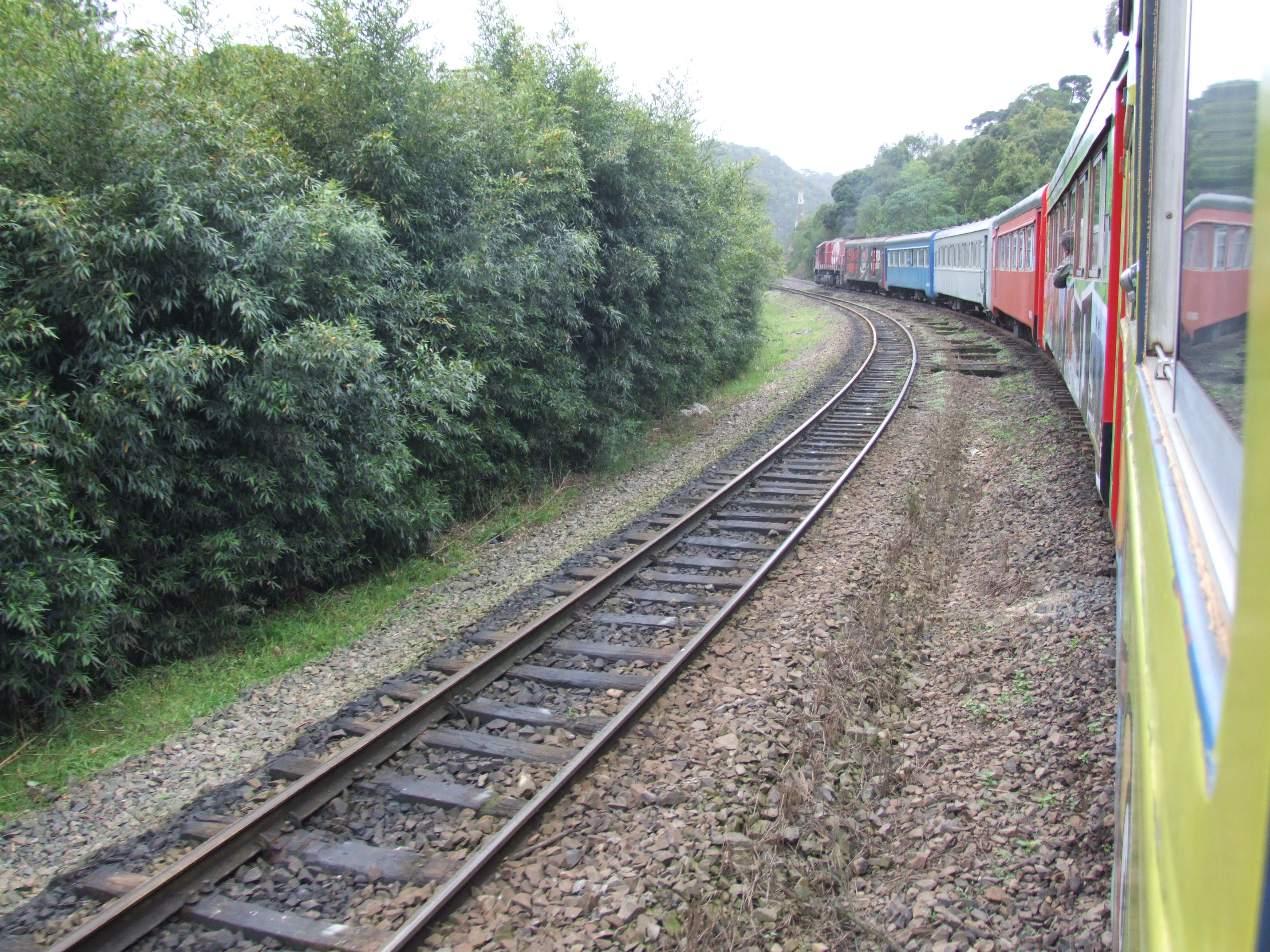
Estrada de Ferro Curitiba Paranaguá, no caminho entre Curitiba e Morretes

O município de Morretes é acessado pelas seguintes ferrovias:
- Estrada de Ferro Curitiba Paranaguá - ligando Morretes a Curitiba e a Paranaguá
- Ramal de Antonina da antiga Estrada de Ferro Paraná - ligando Morretes a Antonina

### Rodovias
No município de Morretes passam as seguintes rodovias:
- PR-804 - ligando Morretes à BR-277 (Passa Sete)
- BR-277 - no território do município apenas
- PR-408 - ligando Morretes a Antonina
- PR-410 - a "Estrada da Graciosa", que termina em São João da Graciosa
- PR-411 - ligando Morretes a São João da Graciosa e a Porto de Cima

## Turismo

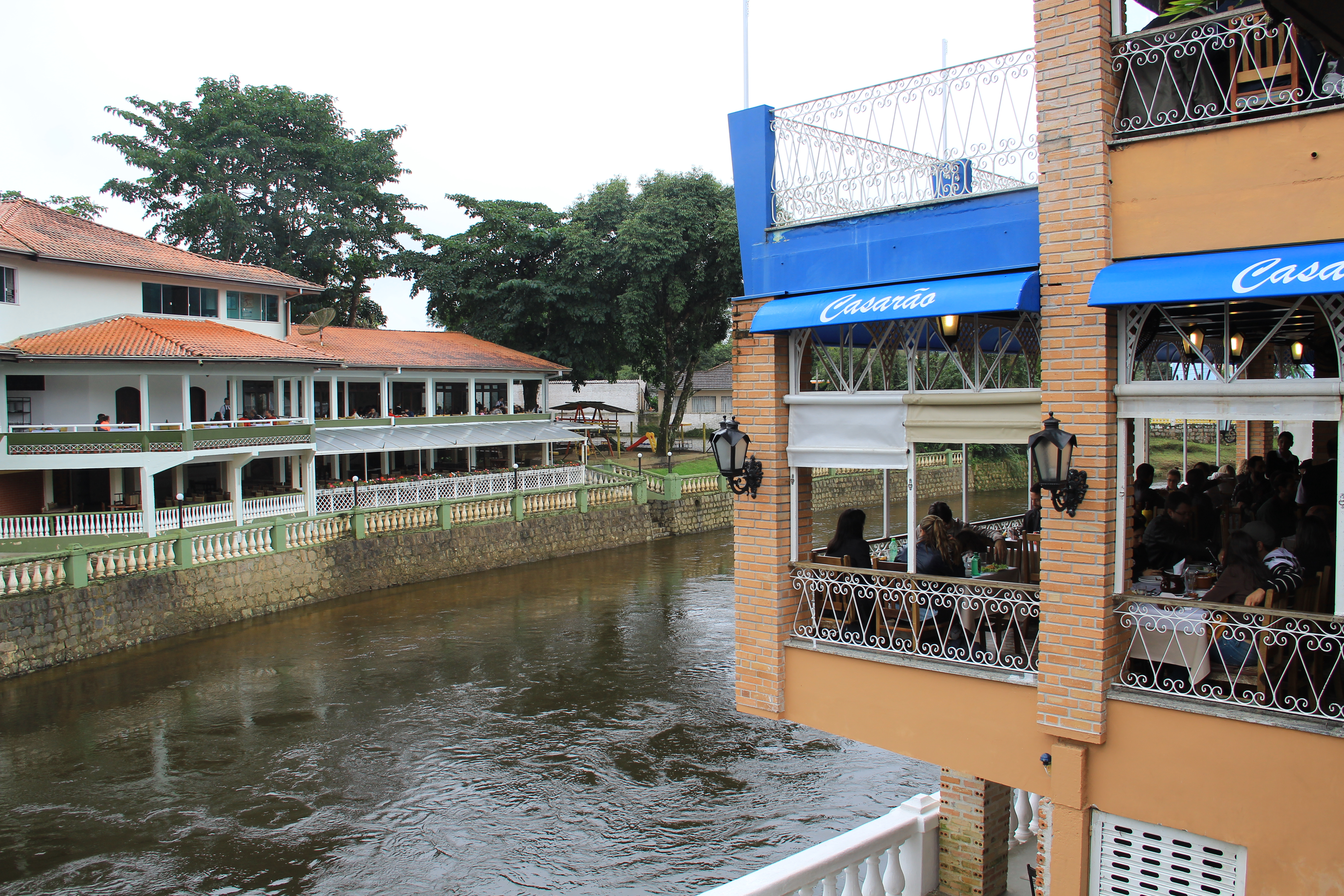
Restaurantes em Morretes a beira do rio Nhumdiaquara

Morretes é uma cidade histórica e rica em arquitetura colonial, com igrejas e casarões antigos preservados, o que impulsiona o turismo local o ano inteiro, além de possuir muitos restaurantes que oferecem o prato típico da região: o tradicional barreado também tem cervejarias e cachaçarias locais.
A cidade também é o ponto terminal do trem turístico da Serra Verde Express, que a conecta à capital paranaense, Curitiba, pela histórica Estrada de Ferro Curitiba Paranaguá, a primeira ferrovia do estado, inaugurada pela Princesa Imperial Dona Isabel. O trajeto atravessa a maior extensão de Mata Atlântica preservada do país, passando pelo Parque Estadual Pico do Marumbi. Nos trechos de subida e descida pela Serra do Mar, o passeio é listado entre os mais belos trajetos ferroviários do mundo.

### Eventos
O evento mais movimentado do município é a Festa Feira Agrícola e Artesanal, a festa reúne agricultores, gastrônomos, artesãos e produtores de bebidas da cidade, a festa é animada por diversas atrações musicais. 

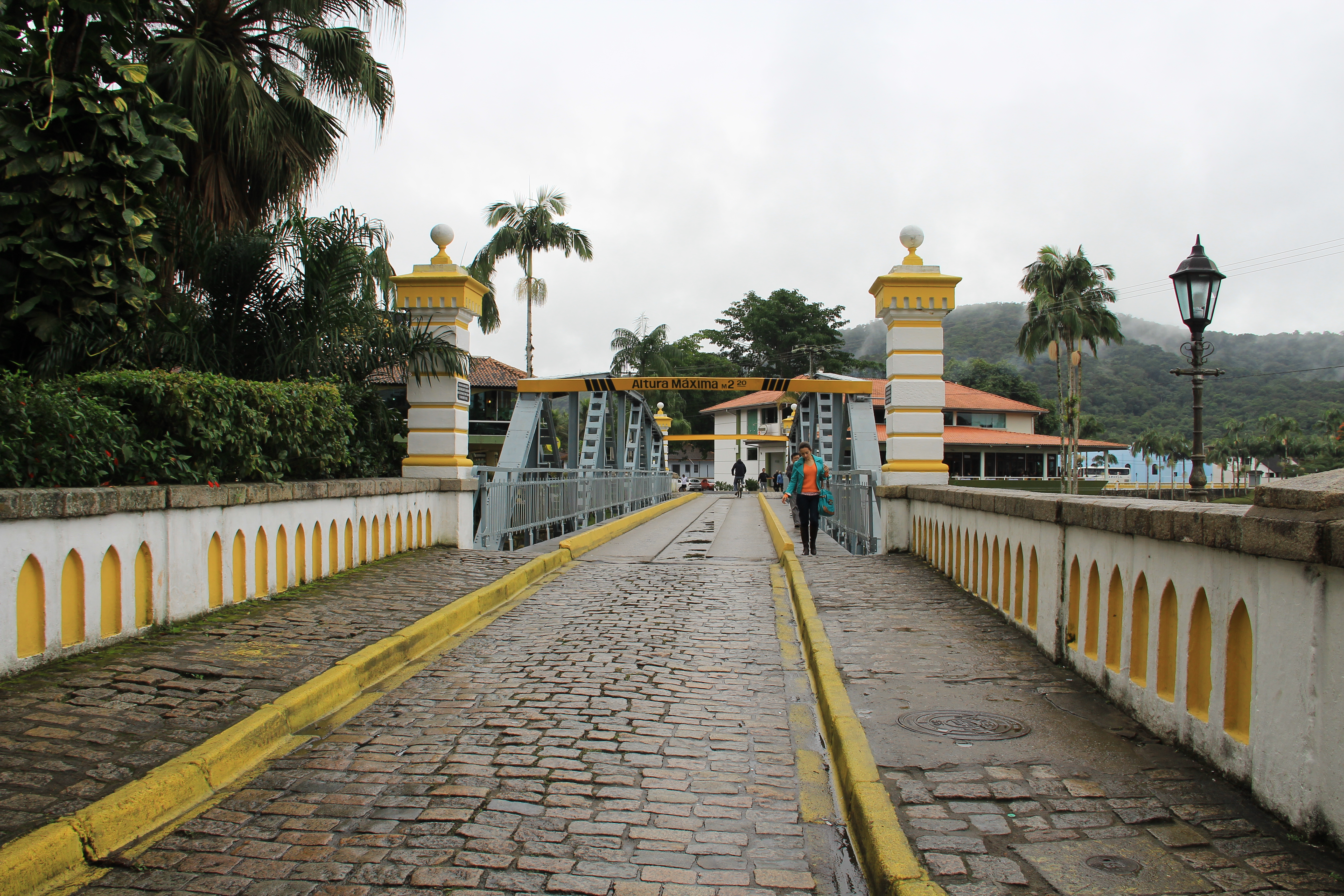
Ponte sobre o rio Nhundiaquara. Ao fundo, os morretes que deram origem ao nome do município

O dia 8 de setembro também é uma data muito especial para a cidade, pois marca a celebração da padroeira local, Nossa Senhora do Porto. O evento religioso é acompanhado anualmente por muitos turistas que visitam a cidade e participam das missas, procissões e também das feiras e eventos gastronômicos.

### Parques ambientais
- Parque Estadual Pico do Marumbi
- Parque Estadual Graciosa
- Parque Nacional de Saint-Hilaire/Lange
- Parque Estadual do Pau Oco

## Morretenses notórios
- Biografias de morretenses